# Khủng hoảng Israel–Palestine 2021
Vào ngày 6 tháng 5 năm 2021, người Palestine bắt đầu biểu tình tại Jerusalem để phản đối dự định ra phán quyết về việc trục xuất người Palestine khỏi Sheikh Jarrah, một khu dân cư ở Đông Jerusalem của Tòa án Tối cao Israel. Hoạt động biểu tình nhanh chóng leo thang thành các cuộc giao tranh với người định cư Israel. Ngày hôm sau, cảnh sát Israel đã đột kích nhà thờ Hồi giáo Al-Aqsa, một địa điểm linh thiêng quan trọng đối với người Hồi giáo, để áp chế người biểu tình Palestine. Vụ việc xảy ra trùng với các dịp lễ Laylat al-Qadr và Ngày Jerusalem, bạo lực từ các cuộc đối đầu đã làm bị thương hơn 300 người mà phần lớn là người dân Palestine, và đã bị cộng đồng quốc tế lên án. Tòa án Tối cao hoãn việc đưa ra phán quyết 30 ngày do Tổng chưởng lý Israel Avichai Mandelblit muốn giảm bớt căng thẳng.
Cuộc đột kích của cảnh sát Israel xảy ra trước thời điểm người Do Thái theo chủ nghĩa dân tộc cực hữu lên kế hoạch tổ chức một cuộc diễu hành, tuy nhiên kế hoạch này đã bị hủy bỏ. Ngày 10 tháng 5, đáp trả tình trạng bất ổn ở Jerusalem, Hamas và Phong trào Hồi giáo Jihad tại Palestine bắt đầu phóng tên lửa vào Israel và bắn trúng nhiều nhà dân và một ngôi trường. Israel đáp trả các cuộc tấn công này bằng việc tiến hành không kích khu vực Dải Gaza do Hamas nắm quyền. Ngày 11 tháng 5, sau khi cảnh báo người dân sơ tán, các cuộc không kích của Israel đã nhắm vào một tòa nhà dân cư 13 tầng ở Gaza nơi Hamas đặt văn phòng và khiến tòa nhà sụp đổ.
Từ ngày 10 tháng 5, ít nhất 69 người Palestine đã thiệt mạng, trong đó có ít nhất 17 trẻ em, và 7 người Israel đã thiệt mạng, trong đó có 1 trẻ em. Theo Lực lượng Phòng vệ Israel (IDF), trong số những người Palestine đã thiệt mạng có ít nhất 15 người được xác định là các binh sĩ Hamas, và một số thường dân Palestine đã thiệt mạng do tên lửa phóng nhầm từ Gaza. Tính đến ngày 12 tháng 5 năm 2021, cả Israel và Chính quyền Dân tộc Palestine đều ghi nhận ít nhất 300 người Palestine đã bị thương tại Gaza và ít nhất 200 người Israel đã bị thương.

## Bối cảnh
Theo dự kiến, Tòa án Tối cao Israel sẽ ra phán quyết về việc có trục xuất 6 gia đình người Palestine khỏi khu Sheikh Jarrah ở Đông Jerusalem hay không vào ngày 10 tháng 5 năm 2021. Chủ quyền đối với Sheikh Jarrah đã và đang bị tranh chấp suốt nhiều thế kỷ. Một phần khu vực Sheikh Jarrah đã được hai quỹ Do Thái mua lại từ chủ sở hữu người Ả Rập vào năm 1876. Trong cuộc chiến tranh Ả Rập-Israel 1948, Jordan đã chiếm đóng khu vực này. Jordan, được sự hỗ trợ của Liên Hợp Quốc, đã xây 28 căn nhà cho những người tị nạn Palestine đến từ Nhà nước Israel mới thành lập. Trong cuộc chiến tranh Sáu Ngày năm 1967, khu vực này đã bị Israel tái chiếm và quyền sở hữu các căn nhà được trả lại cho hai quỹ Do Thái. Sau đó hai quỹ Do Thái bán các ngôi nhà cho một tổ chức người định cư cánh hữu và từ đó tổ chức này đã nhiều lần nỗ lực trục xuất những người dân Palestine sống tại đây. Theo một điều luật của Israel, công dân Israel có quyền giành lại các bất động sản tại Đông Jerusalem từng thuộc sở hữu của người Do Thái trước cuộc chiến tranh Ả Rập-Israel 1948, tuy nhiên lại không có điều luật nào cho phép người Palestine giành lại những bất động sản mình đã mất tại Israel.
Itamar Ben-Gvir, một chính trị gia cực hữu của Israel, đã có chuyến thăm đến Sheikh Jarrah không lâu trước khi các cuộc xung đột xảy ra, trong đó ông nói rằng các ngôi nhà thuộc sở hữu của người Do Thái và ra lệnh cho cảnh sát "xả súng" vào người biểu tình. Theo Agence France-Presse, người định cư Israel đã mang súng trường tấn công và súng ngắn ổ xoay một cách công khai trước khi các cuộc xung đột xảy ra. Trước đó, các cuộc xung đột cũng từng xảy ra sau khi chính phủ Israel đóng cửa Cổng Damascus, một địa điểm tập trung nhiều người Hồi giáo trong lễ Ramadan, cũng như sau khi chính phủ Israel áp đặt quy định chỉ tối đa 10.000 người được cầu nguyện tại nhà thờ Hồi giáo Al-Aqsa.
Người biểu tình Palestine cũng bất bình với quyết định hoãn cuộc bầu cử lập pháp Palestine năm 2021 của Tổng thống Nhà nước Palestine Mahmoud Abbas vì họ cho rằng ông đưa ra quyết định này nhằm tránh việc đảng phái của mình (Fatah) bị thất cử.

## Xung đột

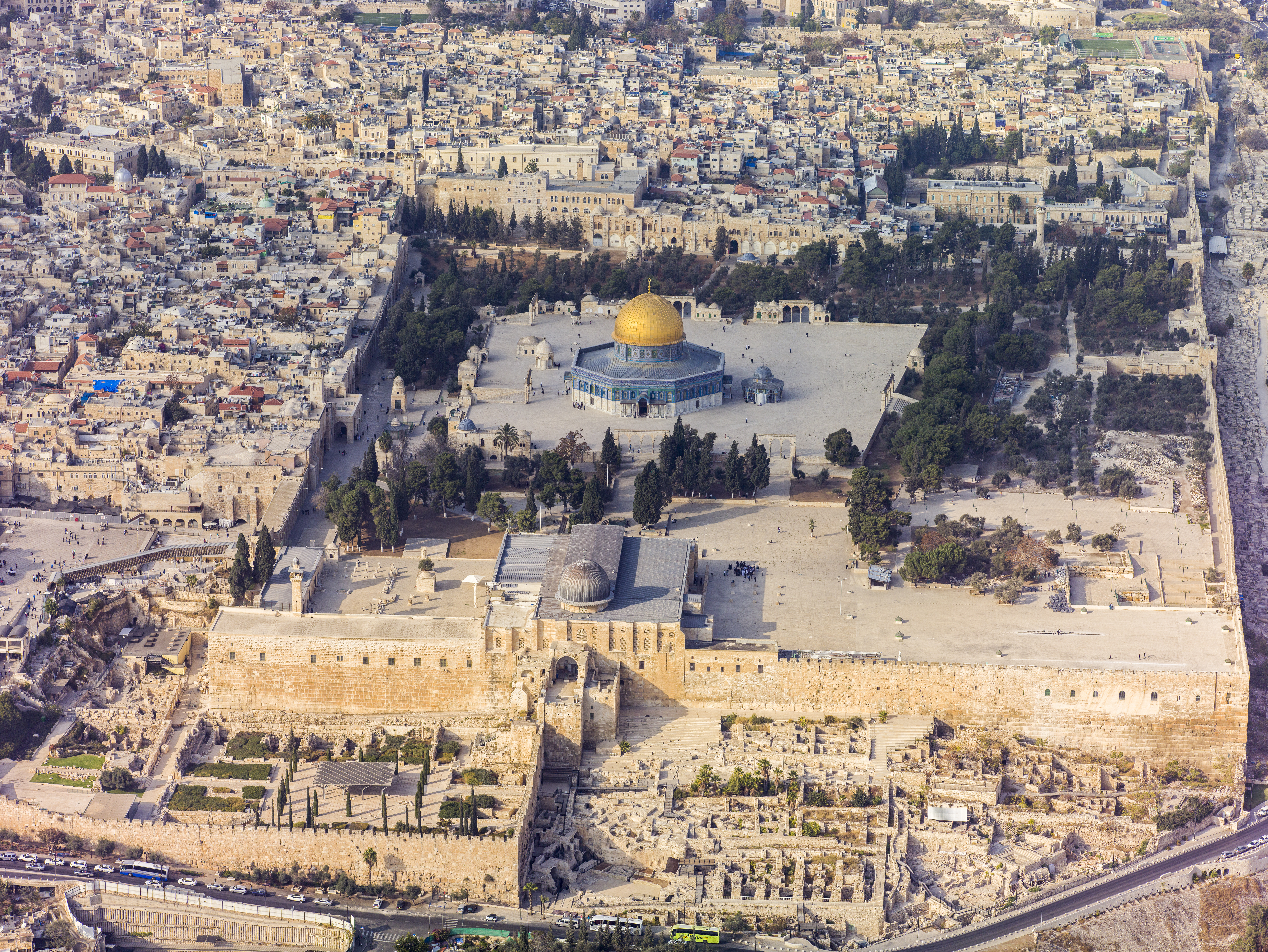
Ảnh chụp từ trên không nhà thờ Hồi giáo Al-Aqsa nằm trên Núi Đền, nơi một số cuộc xung đột xảy ra.

Người dân Palestine bắt đầu biểu tình vào ngày 6 tháng 5 tại Sheikh Jarrah, nhưng các cuộc xung đột đã nhanh chóng lan rộng sang nhà thờ Hồi giáo Al-Aqsa, Lod, và các khu vực của người Ả Rập khác ở Israel và Bờ Tây.

### Sheikh Jarrah
Cuộc xung đột đầu tiên giữa người định cư Palestine và Israel tại Sheikh Jarrah, khu vực nhiều hộ dân Palestine có nguy cơ bị trục xuất. Đây là nơi nhiều người biểu tình Palestine tổ chức itfar–bữa ăn tối sau khi kết thúc thời gian nhịn ăn hàng ngày trong lễ Ramadan–ở ngoài trời. Ngày 6 tháng 5, người định cư Israel và Otzma Yehudit dựng một chiếc bàn ở bên kia đường. Các video được chia sẻ trên mạng xã hội cho thấy hai bên ném đá và ghế vào nhau. Cảnh sát Israel đã can thiệp và bắt giữ ít nhất 7 người.

### Nhà thờ Hồi giáo Al-Aqsa
Các cuộc xung đột tiếp diễn tại nhà thờ Hồi giáo Al-Aqsa Theo tổ chức Trăng lưỡi liềm Đỏ Palestine, 136 người đã bị thương trên khắp Jerusalem vào tối hôm đó, còn theo chính phủ Israel, 6 cảnh sát cũng đã bị thương.
Sáng ngày 7 tháng 5, ngày thứ Sáu cuối cùng của lễ Ramadan, rất nhiều người Hồi đã giáo tập trung tại Núi Đền. Trong số hàng chục nghìn người có mặt, một số đã thu thập đá và ném chúng về phía cảnh sát Israel. Bị áp đảo về số lượng, lực lượng Israel xông vào khu vực nhà thờ Hồi giáo Al-Aqsa và làm hàng trăm người bị thương. Người Palestine đã ném đá, pháo và các vật nặng khác, còn cảnh sát Israel thì sử dụng lựu đạn gây choáng và bắn đạn cao su. Sự việc này xảy ra trước khi người Do Thái theo chủ nghĩa dân tộc tổ chức một cuộc diễu hành chúc mừng Ngày Jerusalem tại thành phố Cổ. Ít nhất 215 người Palestine bị thương, trong đó 153 người phải nhập viện. Lực lượng vũ trang tại Gaza đã phóng tên lửa vào Israel trong đêm hôm đó.
Nhiều cuộc xung đột khác xảy ra vào ngày 8 tháng 5, ngày diễn ra sự kiện linh thiêng Laylat al-Qadr. Các đám đông người Palestine đã ném đá, phóng hỏa, cũng như hô các khẩu hiệu "Tấn công Tel Aviv" và "Người Do Thái, hãy nhớ Khaybar, binh đoàn của Muhammad đang trở lại" trong khi đang cầm cờ của Hamas. Cảnh sát Israel, trong trang bị chống bạo loạn và một số cưỡi ngựa, đã sử dụng lựu đạn gây choáng và vòi rồng. Ít nhất 80 người đã bị thương. Ít nhất 80 người bị thương.

### Các khu vực của người Ả Rập tại Israel

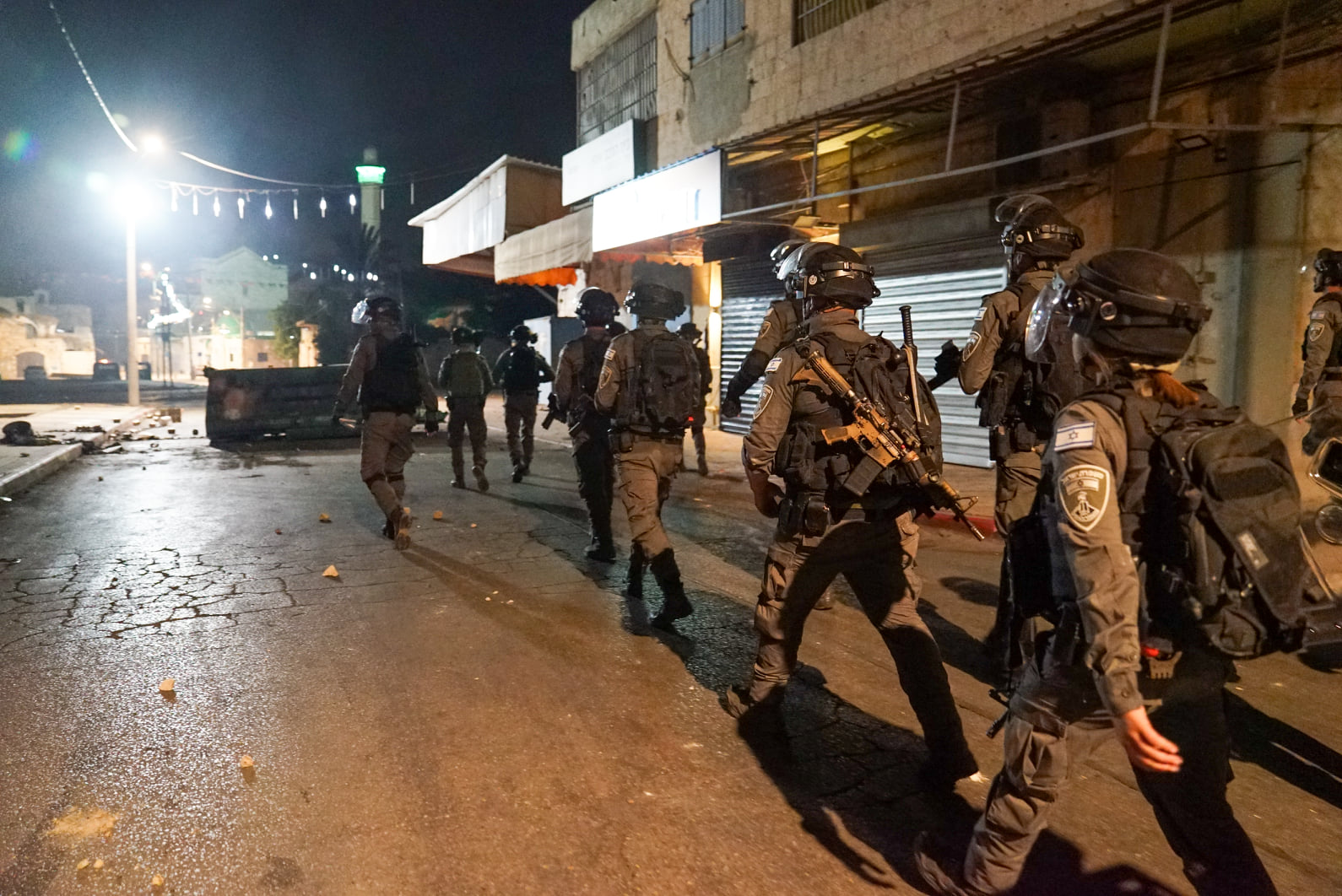
Cảnh sát Israel tại Lod

Trong buổi tối và đêm ngày 10 tháng 5, người biểu tình Ả Rập ở Lod ném đá và bom vào các căn nhà, một ngôi trường và một giáo đường của người Do Thái, rồi sau đó tấn công một bệnh viện. Nhiều phát súng đã được bắn về phía người biểu tình, khiến một người thiệt mạng và hai người khác bị thương; một nghi can người Do Thái đã bị bắt giữ.
Các cuộc biểu tình và bạo loạn lan rộng ra khắp Israel, đặc biệt là ở các thành phố tập trung nhiều người Ả Rập. Ở Lod, nhiều căn hộ của người Do Thái đã bị ném đá. Một số người dân Do Thái được cảnh sát sơ tán. Một người đàn ông đã bị thương nặng sau khi bị ném đá vào đầu. Ở Ramle, người biểu tình Do Thái ném đá vào các phương tiện đang lưu thông trên đường. Ngày 11 tháng 5, Thị trưởng Lod Yair Revivio kêu gọi Thủ tướng Israel Benjamin Netanyahu triển khai lực lượng Cảnh sát Biên giới Israel ở đây; ông cho biết thành phố đã "hoàn toàn mất kiểm soát" và miêu tả tả tình hình là "gần như một cuộc nội chiến". Netanyahu tuyên bố tình trạng khẩn cấp ở Lod vào ngày 11 tháng 5, lần đầu tiên Israel sử dụng lực lượng khẩn cấp đối với một cộng đồng người Ả Rập kể từ năm 1966.
Tình trạng bất ổn tiếp diễn vào ngày 12 tháng 5. Ở Acre, một người đàn ông Do Thái đã bị thương nặng sau khi bị một đám đông người Ả Rập tấn công bằng gậy và đá khi đang lái xe hơi cá nhân. Ở Bat Yam, các phần tử cực đoan người Do Thái đã tấn công các cửa hàng của người Ả Rập và hành hung người đi đường. Một người lái xe máy cũng đã bị hành hung trên đường phố vì bị nhận nhầm là người Ả Rập.

### Gaza

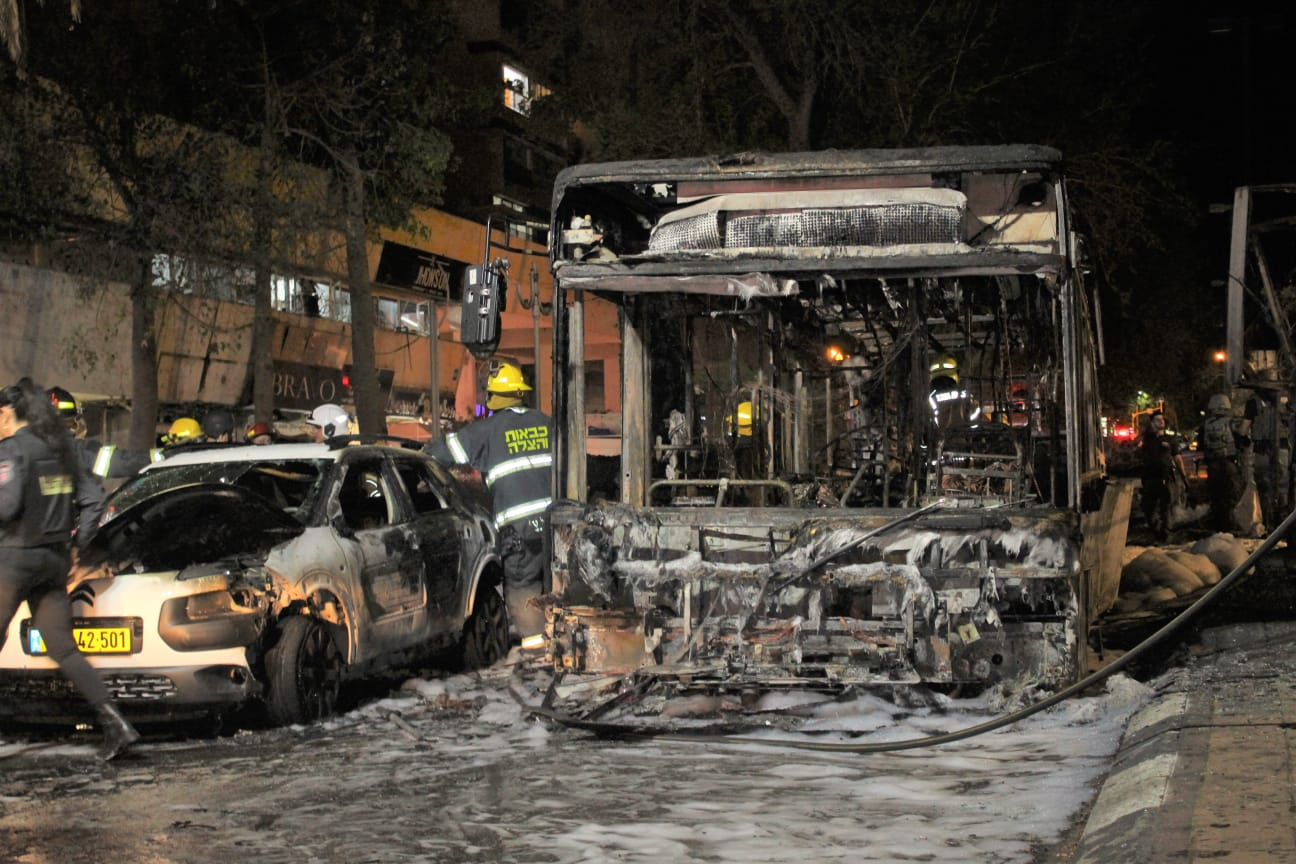
Xác của một xe bus và một xe hơi ở Holon sau một vụ tấn công bằng tên lửa

Hamas đã yêu cầu Israel phải rút quân khỏi nhà thờ Hồi giáo Al-Aqsa trước 6 giờ tối ngày 10 tháng 5. Vài phút sau khi thời hạn này kết thúc, Hamas đã bắn hơn 150 tên lửa vào Israel từ Gaza. Lực lượng Phòng vệ Israel cho biết 7 tên lửa đã được bắn về phía Jerusalem và Beit Shemesh, trong đó 1 tên lửa đã bị bắn hạ. Một tên lửa chống tăng cũng đã được bắn vào phương tiện giao thông của một người dân Israel và làm bị thương người lái.
Đáp trả hành động này, Israel tiến hành không kích Dải Gaza vào cùng ngày.
Hanadi Tower, một tòa nhà dân cư 13 tầng ở Gaza, đã sụp đổ vào ngày 11 tháng 5 sau khi bị một cuộc không kích của Israel bắn trúng. IDF cho biết trong tòa nhà có các văn phòng được Hamas sử dụng, và họ đã "cảnh báo trước những dân thường trong tòa nhà và cho họ đủ thời gian sơ tán". Hamas và Phong trào Hồi giáo Jihad đáp trả bằng việc phóng 137 tên lửa vào Tel Aviv trong vòng 5 phút.
Một đường ống dẫn dầu thuộc sở hữu của chính phủ Israel đã bị tên lửa bắn trúng vào ngày 11 tháng 5.
Ngày 12 tháng 5, Không quân Israel đã phá hủy hàng chục căn cứ cảnh sát và an ninh dọc theo Dải Gaza; Hamas cho biết trong số đó có các trụ sở cảnh sát của họ. Hơn 850 tên lửa đã được phóng từ Gaza vào Israel vào ngày 12 tháng 5.
Theo Quân đội Israel, ít nhất 200 tên lửa đã không thể đến được Israel mà rơi xuống dải Gaza.

## Thương vong
Tính đến ngày 12 tháng 5, có 65 người Palestine đã thiệt mạng, 16 trong số đó là trẻ em, và 300 người khác bị thương.. Một chỉ huy của Hamas, được xác định là Mohammed Abdullah Fayyad, cũng như 3 chỉ huy cấp cao của Phong trào Hồi giáo Jihad cũng đã thiệt mạng. Quân đội Israel cho biết các cuộc không kích đã tiêu giệt ít nhất 15 thành viên Hamas đang phóng tên lửa vào Israel.

## Phản ứng

### Israel và Palestine
Ngày 9 tháng 5 năm 2021, Tòa án Tối cao Israel quyết định hoãn việc đưa ra phán quyết 30 ngày sau sự can thiệp của Tổng chưởng lý Avichai Mandelblit. Cảnh sát Israel cũng ra lệnh cấm người Do Thái tập trung ở quảng trường Al-Aqsa để chúc mừng Ngày Jerusalem Day. Ngày 10 tháng 5, Israel đóng cửa khẩu Kerem Shalom, bao gồm cả với viện trợ nhân đạo.
Thủ tướng Israel Benjamin Netanyahu đã đứng về phía các hành động của cảnh sát Israel và tuyên bố Israel "sẽ không cho phép thành phần cực đoan nào phá hoại sự hòa bình". Ông cũng nói "chúng tôi kiên quyết bác bỏ mọi áp lực ngăn chúng tôi xây dựng tại Jerusalem". Các quan chức Israel đã yêu cầu chính phủ của Tổng thống Hoa Kỳ Joe Biden không can thiệp vào sự việc này.
Ngày 10 tháng 5 năm 2021, Tổng thống của Chính quyền Palestine, Mahmoud Abbas, đưa ra tuyên bố rằng "việc xông vào nhà thờ Hồi giáo Al-Aqsa và tấn công người Hồi giáo ở đây là một lời thách thức mới đối với cộng đồng quốc tế".
Một phát ngôn viên của Phong trào Hồi giáo Jihad tại Palestine phát biểu rằng Israel "đã khởi đầu bạo lực tại Jerusalem. Nếu bạo lực không chấm dứt thì không có lý do gì phải tiến hành các nỗ lực ngoại giao để đạt được thỏa thuận ngừng bắn". Hamas đã đưa ra tối hậu thư với chính phủ Israel rằng nếu Israel chưa rút quân khỏi nhà thờ Hồi giáo vào lúc 2 giờ sáng ngày 11 tháng 5, Hamas sẽ tiến hành một cuộc tấn công bằng tên lửa nữa.
Một đám đông lớn người Do Thái quốc tịch Israel tập trung xung quanh một đống lửa gần nhà thờ vào ngày 10 tháng 5 và hô khẩu hiệu yimakh shemam; nhà đồng sáng lập IfNotNow Simone Zimmerman đã chỉ trích rằng họ đang thể hiện "động cơ diệt chủng đối với người Palestine".

### Quốc tế

Tuần hành ủng hộ Palestine tại Luân Đôn, Anh vào ngày 9 tháng 5 năm 2021

#### Đa phương
- Liên minh châu Âu – Liên minh châu Âu kêu gọi hai bên giảm bớt căng thẳng đồng thời nhấn mạnh rằng "bạo lực và kích động là không thể chấp nhận được và các thủ phạm ở cả hai bên đều phải chịu trách nhiệm".[88]
- Liên Hợp Quốc – Liên Hợp Quốc kêu gọi Israel hủy bỏ mọi kế hoạch trục xuất người dân Palestine và phải "kiềm chế tối đa việc dùng vũ lực" với người biểu tình.[89] Hội đồng Bảo an Liên Hợp Quốc đã họp kín vào ngày 10 tháng 5 để thảo luận về sự việc.[83] Tại đây, hội đồng đã thảo luận về việc đưa ra một thông báo, nhưng điều này đã bị Hoa Kỳ phản đối.[90][91]

#### Trong khu vực
- Ai Cập – Bộ Ngoại giao kêu gọi Israel "chấm dứt ngay mọi hành động xâm hại sự linh thiêng của nhà thờ Hồi giáo Al-Aqsa" và miêu tả ý định trục xuất người dân Palestine là một sự xâm phạm luật pháp quốc tế.[92]
- Iran – Chính phủ Iran miêu tả các hành động của cảnh sát Israel là "tội ác chiến tranh" và kêu gọi Liên Hợp Quốc lên án các hành động đó.[88]
- Jordan – Chính phủ Jordan miêu tả các hành động của cảnh sát Israel là "man rợ".[82] Hàng nghìn người dân Jordan đã biểu tình bên ngoài đại sứ quán Israel tại Amman vào ngày 10 tháng 5.[93]
- Ả Rập Xê Út – Bộ Ngoại giao đã đưa ra tuyên bố rằng Ả Rập Xê Út "phản đối kế hoạch trục xuất người dân Palestine khỏi nơi ở của họ tại Jerusalem của Israel".[94]
- Thổ Nhĩ Kỳ – Tổng thống Recep Tayyip Erdoğan đã có bài phát biểu gọi Israel là một "nhà nước khủng bố tàn bạo" và nói Liên Hợp Quốc cần can thiệp nhằm "chấm dứt sự đàn áp".[88] Hàng nghìn nười biểu tình, trong đó có người Syria và Palestine, đã tập trung bên ngoài lãnh sự quán Israel tại Istanbul vào ngày 10 tháng 5.[95]
- Các Tiểu vương quốc Ả Rập Thống nhất – Bộ trưởng Ngoại giao Khalifa al-Marar đã lên án các cuộc xung đột và kêu gọi chính phủ Israel "cung cấp sự bảo hộ cần thiết đối với quyền tự do tôn giáo của người dân Palestine, cũng như ngăn chặn những hành động xâm hại đến sự linh thiêng của nhà thờ Hồi giáo Al-Aqsa".[94]

#### Khác
- Bosnia và Herzegovina – Bakir Izetbegović, người đứng đầu đảng chính trị Hồi giáo lớn nhất, đảng Hành động Dân chủ, đã đưa ra tuyên bố rằng "sự đổ máu xảy ra trong tháng Ramadan linh thiêng, việc trục xuất người dân Palestine khỏi nơi ở của họ là một sự xâm hại đến các giá trị văn minh."[96]
- Canada – Bộ trưởng Ngoại giao Marc Garneau kêu gọi hai bên "giảm bớt căng thẳng ngay lập tức" và "tránh mọi hành động đơn phương".[97]
- Pháp – Bộ Ngoại giao kêu gọi "tất cả các bên liên quan kiềm chế tối đa mọi hành động khiêu khích nhằm khôi phục hòa bình một cách nhanh nhất".[98]
- Tòa Thánh – Giáo hoàng Francis, tại quảng trường Thánh Phêrô, đã kêu gọi chấm dứt xung đột và cảnh báo rằng "bạo lực sẽ nối tiếp bạo lực".[99]
- Ireland – Bộ trưởng Ngoại giao Simon Coveney lên án "phản ứng tàn bạo của các lực lượng an ninh Israel đối với người biểu tình tại Al Aqsa", và gọi nó là "không thể chấp nhận được".[100]
- Pakistan – Thủ tướng Pakistan Imran Khan đã lên án cuộc tấn công và nói "Chúng tôi nhấn mạnh sự ủng hộ với người dân Palestine. Cộng đồng quốc tế phải hành động ngay để bảo vệ người Palestine và quyền lợi chính đáng của họ."[101]
- Nam Phi – Đảng Economic Freedom Fighters đã kêu gọi Nam Phi "đóng cửa đại sứ quán Israel và triệu hồi người đại diện của Nam Phi từ Tel Aviv".[102]
- Vương quốc Anh – Đệ nhất Quốc vụ khanh Dominic Raab kêu gọi "tất cả các bên giảm bớt căng thẳng" và "chấm dứt các hành động nhắm vào dân thường". Raab cũng đã lên án việc Hamas phóng tên lửa vào Israel.[98]
- Hoa Kỳ – Bộ Ngoại giao bày tỏ quan ngại và kêu gọi hai bên "tránh đi những bước làm căng thẳng trầm trọng thêm hoặc khiến hòa bình trở nên xa vời hơn".[88] Các thượng nghị sĩ Bernie Sanders và Elizabeth Warren cũng như hạ nghị sĩ Alexandria Ocasio-Cortez đã lên án Israel về dự định trục suất người dân Palestine.[92]
- Người sử dụng Instagram và Twitter đã đăng những bài viết ủng hộ người dân Palestine đã phản ánh việc các bài viết của họ bị xóa hoặc tài khoản của họ bị đình chỉ. Hai công ty này đã đưa ra lời xin lỗi và cho biết việc này là do một lỗi kỹ thuật.[103]